# Har H̱iram
Har H̱iram (hebreiska: הר חירם) är en kulle i Israel.   Den ligger i distriktet Norra distriktet, i den norra delen av landet. Toppen på Har H̱iram är 924 meter över havet. Har H̱iram ingår i Haré Meron.
Terrängen runt Har H̱iram är huvudsakligen lite kuperad.Runt Har H̱iram är det tätbefolkat, med 511 invånare per kvadratkilometer. Närmaste större samhälle är Karmi'el, 13,6 km sydväst om Har H̱iram. 